# Hugo Clason
Hugo Amadues August Clason (Stoccolma, 2 giugno 1865 – Solna, 21 gennaio 1935) è stato un velista svedese, vincitore della medaglia d'argento ai Giochi olimpici di Stoccolma 1912 nella classe 12 metri a bordo dell'imbarcazione chiamata Ema Signe.

## Palmarès
- Giochi olimpici

Stoccolma 1912: argento nei 12 metri.